# Deccard János Vilmos
Deccard János Vilmos (Sopron, 1722. november 15. – Sopron, 1778. október 12.) orvos, költő.

## Élete
Idősebb Deccard János Kristóf fia, Ifjabb Deccard János Kristóf bátyja volt. Középiskoláit Zámbó János és Hajnóczi Dániel vezetése alatt szülővárosában végezte; atyja különösen a füvészetet kedveltette meg vele; 1743-ban a jénai egyetemre ment és ott lett orvosdoktorrá 1747-ben; ekkor hazájába visszatért és gyakorló orvos lett szülővárosában. Elhunyt testvére emlékére egy verset írt.

## Munkái
1. Dissertatio inauguralis medica de morborum acutorum prae chronicis malignitate et lethalitate. Jenae, 1747. (A munka végén van életrajza)
2. Das brüderliche Thränen-Opfer bey dem frühen Hintritt… Herrn Joh. Christoph Deccard… wollte vorstellen… ein tief gebeugter einziger Bruder im Jahr 1771. den 7. April. Oedenburg. (Költemény.)

Kéziratban: Flora Pannonica seu Semproniensis. (Herbarium, rendezve s leirva öt ivrét kötetben, Weszprémi bőven ismerteti.) Rei rusticae Hungaricae libri III. (Testvéröccse közreműködésével).